# Pero (metropolitana di Milano)
Pero è una stazione della linea M1 della metropolitana di Milano.

## Storia
La stazione venne inaugurata il 19 dicembre 2005 sulla tratta da Molino Dorino a Rho Fieramilano, già attiva dal precedente 14 settembre.
È rimasta chiusa dal 9 giugno al 13 luglio 2014 per lavori di restauro, in previsione di Expo 2015. In quel periodo il capolinea temporaneo è stato Molino Dorino.

## Strutture e impianti
La stazione presenta una struttura a gallerie separate e divise da un muro. È una delle due stazioni della metropolitana milanese (l'altra è Lanza, sulla linea M2) in cui le due canne nelle due direzioni opposte, pur separate, sono allo stesso livell; è inoltre l’unica stazione della linea 1 in cui le porte del treno si aprano a sinistra.

## Servizi
La stazione dispone di:
- Accessibilità per portatori di handicap
- Ascensori
- Scale mobili
- Emettitrice automatica biglietti
- Servizi igienici
- Stazione video sorvegliata